# 霍爾斯坦的海爾薇格
霍爾斯坦的海爾薇格（德語：Heilwig von Holstein，1398年—1436年），歐登堡王朝建立者、丹麥國王克里斯蒂安一世的母親。
海爾薇格的父親是霍爾斯坦-倫茨堡伯爵格哈德六世，母親是不倫瑞克-呂訥堡公爵馬格努斯二世的女兒卡塔里娜·伊莉莎白。

## 家庭
1423年，海爾薇格與歐登堡伯爵迪特里希結婚，兩人共有3子1女：
1. 克里斯蒂安（1426年—1481年）
2. 莫里斯（1428年—1464年）
3. 格哈德（英语：Gerhard VI, Count of Oldenburg）（1430年—1500年）
4. 阿德海德（1425年—1475年）